# Skiffergråfågel
Skiffergråfågel (Coracina schistacea) är en fågel i familjen gråfåglar inom ordningen tättingar.

## Utbredning och systematik
Fågeln förekommer i ögrupperna Banggaiöarna och Sulaöarna utanför Sulawesi. Den behandlas som monotypisk, det vill säga att den inte delas in i några underarter.

## Status
Skiffergråfågeln har ett litet utbredningsområde men beståndet är stabilt. IUCN kategoriserar arten som livskraftig.